# Yamhill-Carlton District AVA
Das  Yamhill-Carlton District AVA ist ein Weinanbaugebiet im US-Bundesstaat Oregon. Der moderne Weinbau begann in dieser Gegend etwa Mitte der 1960er, die Anerkennung als American Viticultural Area (AVA) erfolgte im Jahre 2004. Angebaut werden unter anderen Rebsorten vor allem die frühreifenden Pinot gris und Chardonnay.

## Lage
Das Gebiet erstreckt sich innerhalb des Willamette-Tals im Nordosten des Bundesstaates.
Die anerkannten Rebflächen des Anbaugebiets Yamhill-Carlton District AVA verteilen sich auf die Verwaltungsgebiete von Yamhill County und Washington County nördlich von McMinnville in der Nähe der kleinen Gemeinden Carlton und Yamhill. Alleinstellungsmerkmal der Region in Bezug auf die Willamette Valley AVA ist der kargere Boden sowie seine Höhenlage, die zwischen 60 und 305 m ü. NN liegt. Das Gebiet liegt im Windschatten der Oregon Coast Range und die Rebflächen sind meist an südlich ausgerichteten Hängen gelegen.

## Klima
Das Klima des Tals ist ganzjährig mild, die Winter meist kalt und feucht, während die Sommermonate üblicherweise warm und trocken bleiben. Temperaturen über 32 °C sind nur an 5 bis 15 Tagen zu erwarten, nur alle 25 Jahre fällt die Temperatur in diesem Gebiet unter 0 °C. Die meisten Regenfälle beschränken sich auf die kältesten Jahreszeiten, Spätherbst, Winter und Frühlingsanfang. Mit Schneehöhen zwischen 13 und 25 Zentimeter pro Jahr fällt auch verhältnismäßig wenig Schnee.